# Liste der Bischöfe von Hólar
Dies ist eine Liste der Bischöfe von Hólar in Island. 1801 wurde durch Heimfall des Bistums Hólar das einheitliche lutherische Landesbistum Island eingerichtet.

## Katholische Bischöfe
- 1106–1121: Jón Ögmundsson
- 1122–1145: Ketill Þorsteinsson
- 1147–1162: Björn Gilsson
- 1163–1201: Brandur Sæmundsson
- 1203–1237: Guðmundur góði Arason
- 1238–1247: Bótólfur (Norweger)
- 1247–1260: Heinrekur Kársson (Norweger)
- 1263–1264: Brandur Jónsson
- 1267–1313: Jörundur Þorsteinsson
- 1313–1322: Auðunn rauði Þorbergsson (Norweger)
- 1324–1331: Lárentíus Kálfsson
- 1332–1341: Egill Eyjólfsson
- 1342–1356: Ormur Ásláksson (Norweger)
- 1358–1390: Jón skalli Eiríksson (Norweger; erster Bischof in Hólar mit päpstlicher Weihe)
- 1391–1411: Pétur Nikulásson (Däne)
- 1411–1423: Jón Henriksson oder Tófason (Schwede?)
- 1425–1435: Jón Vilhjálmsson Craxton (Engländer)
- 1435–1440: Jón Bloxwich (Engländer; kam nie nach Island)
- 1441–1441: Robert Wodborn (Engländer; kam nie nach Island)
- 1442–1457: Gottskálk Keneksson (Norweger)
- 1458–1460: Mattheus. Ein Ausländer, dessen Weihe ungewiss ist.
- 1460–1495: Ólafur Rögnvaldsson
- 1496–1520: Gottskálk grimmi Nikulásson (Norweger)
- 1524–1550: Jón Arason

## Evangelische Bischöfe
- 1552–1569: Ólafur Hjaltason
- 1571–1627: Guðbrandur Þorláksson
- 1628–1656: Þorlákur Skúlason
- 1657–1684: Gísli Þorláksson (letzter gewählter Bischof)
- 1684–1690: Jón Vigfússon
- 1692–1696: Einar Þorsteinsson
- 1697–1710: Björn Þorleifsson
- 1711–1739: Steinn Jónsson
- 1741–1745: Ludvig Harboe (Däne)
- 1746–1752: Halldór Brynjólfsson
- 1755–1779: Gísli Magnússon (Bischof)
- 1780–1781: Jón Teitsson
- 1784–1787: Árni Þórarinsson
- 1789–1798: Sigurður Stefánsson